# Jung Brannen Associates
TRO Jung/Brannen är den största[källa behövs] internationella arkitektfirman.
Firman har bildats genom sammanslagninge av TRO (The Richie Organization) och Jung Brannen Associates 2006.

## Verk i urval
- Media 1 Tower, Dubai, Förenade Arabemiraten, 2007
- World Trade Centre Residence i Dubai International Convention Centre, Dubai, Förenade Arabemiraten, 2007
- The Residences at the Westin at The Westin, Providence, USA, 2007
- Bostäder på Manchester Place, Manchester i New Hampshire, USA, 2005
- The Grandview,  Boston, 2004
- One Lincoln Street, Boston, 2003
- Ten Park Row, Providence, 2003
- The Canyons Grand Hotel,  Park City, USA, 1999
- John Joseph Moakley United States Courthouse, Boston, 1998
- Abu Dhabi Marine Operating Company Headquarters, Dubai, Förenade Arabemiraten, 1997
- 125 High Street  Boston, 1991
- 222 Berkeley Street,  Boston, 1991
- 145 High Street, Boston, 1991
- Bank of America Tower, Saint Petersburg, USA, 1990
- Alfred Condominiums,  New York City 1987
- One Exeter Plaza,  Boston 1984
- 1615 L Street,  Washington, USA, 1984
- One Financial Center , Boston,  1983
- One Post Office Square, Boston, 1981
- Caggiano Plaza,  Lynn, USA, 1976
- 511 Congress Street,  Portland i delstaten Maine, USA, 1974
- Ten Post Office Square, Boston
- Wyndham Boston Hotel,  Boston
- Custom House Tower,  Boston
- Museum of Fine Arts, Boston  Boston
- One Citizens Plaza,  Providence, Rhode Island, USA
- Paris Landing State Park Conference Center, Paris, Tennessee, USA
- Baptist Medical Arts Building, Miami, USA
- Calvary Episcopal's educational, Memphis, Tennessee, USA
- Central Station Intermodal Transportation Facility , Memphis, USA
- Cordova High School
- Cullman Baptist Regional Medical Center
- Emergency Center South Shore Hospital South, Weymouth, Massachusetts
- Ernst & Young, LLP - Office of Structured Finance, Memphis, USA
- Harris Building, Birmingham, Alabama, USA
- Harvard University School of Dental Medicine Faculty Practice Clinic, Cambridge, Massachusetts, USA
- Lowell General Hospital Cancer Center Lowell
- Morton Plant Mease Healthcare
- New Hope Christian Academy, Memphis, Tennessee
- Philippines Medical Center
- RiverPlace Senior Living Facility, Florida
- Saint Francis Hospital and Medical Center Hartford, Connecticut
- Saint Francis Hospital Cancer Center Hartford, Connecticut
- Saint Margaret’s Center for Women and Infants at Saint. Elizabeth’s Medical Center, Boston
- Springhouse Continuing Care Retirement Community, Boston Massachusetts
- SwedishAmerican Hospital Rockford, Illinois
- University of Alabama Health Services Foundation (UAHSF)Administration Building, Birmingham, Alabama
- University of Alabama’s Health Services Foundation - Kirklin Clinic, Birmingham, Alabama
- University of Memphis Ned R. McWherter Library, Memphis, USA